# Montfermeil
Montfermeil je vzhodno predmestje Pariza in občina v  departmaju Seine-Saint-Denis osrednje francoske regije Île-de-France. Leta 1999 je imelo naselje 24.121 prebivalcev.

## Geografija
Montfermeil leži v vzhodnem delu departmaja 17 km vzhodno od središča Pariza. Občina meji na jugozahodu na Gagny, na severozahodu na Clichy-sous-Bois, na severu na Coubron, na vzhodu pa na občini v departmaju Seine-et-Marne Courtry in Chelles. Montfermeil sestavljajo četrti le centre ville, les Bosquets, les Coudreaux, Franceville.

## Administracija
Montfermeil je sedež istoimenskega kantona, v katerega sta poleg njegove vključeni še občini Coubron in Vaujours s 34.303 prebivalci. Kanton je sestavni del okrožja Le Raincy.

## Pobratena mesta
- Wüsterhausen (Nemčija);